# جاروئک

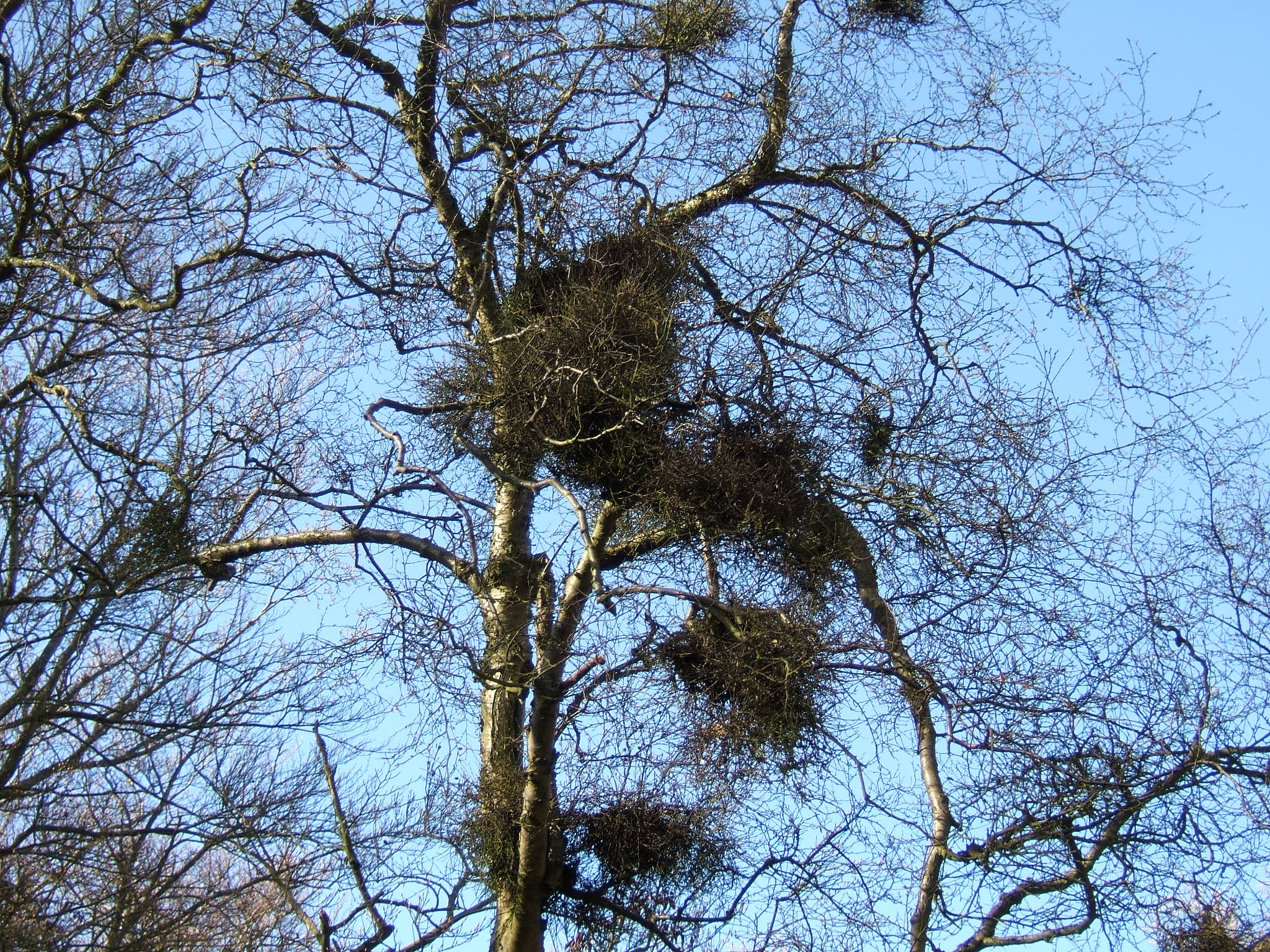
بیماری جاروئک.

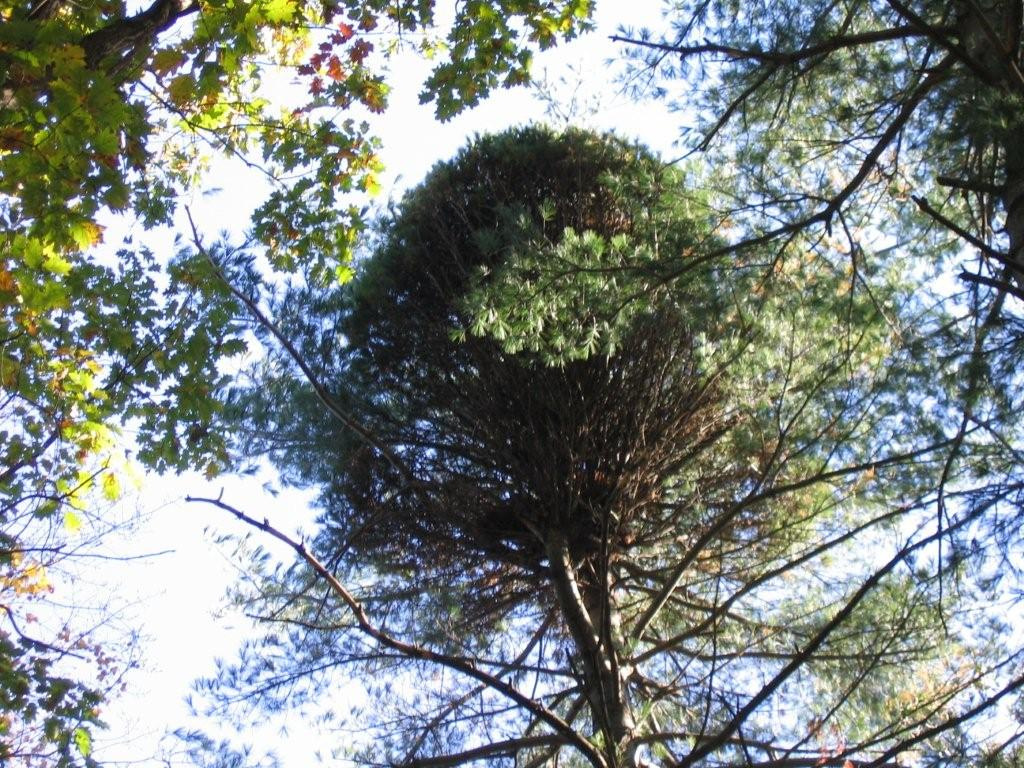
جاروئک.

جاروئَک (به انگلیسی|witches'broom) یکی از انواع بیماری‌های درختان است که در آن تعداد زیادی شاخه به‌طور مجتمع بر اثر رشد نابجای جوانه‌ها در گیاه سبز می‌شود.
در این بیماری بر اثر توقف چیرگی انتهایی و رشد جوانه‌های جانبی خفته در قسمت بالایی شاخساره‌های قوی، تعداد زیادی شاخه‌های نازک و ضعیف به وجود می‌آید که زاویه این شاخه‌های جانبی نابجا نسبت به شاخه‌های معمولی کمتر است و در نتیجه ظاهر جارو مانند که به نظر تعداد زیادی شاخه در یک محل مجتمع شده‌اند دیده می‌شود. علت به وجود آمدن این بیماری تغییرات غیرعادی هورمون‌های گیاه در نظر گرفته شده‌است.بیماری هایی با علائم جاروئک، ناشی از فیتوپلاسماها یا بازیدیومیست ها، از نظر اقتصادی در تعدادی از گیاهان زراعی از جمله درخت کاکائو Theobroma cacao عناب (Ziziphus jujuba) و درخت الوار "Melia azedarach" مهم هستند.
از انواع مهم شناخته شدهٔ این بیماری در ژاپن در درخت ساکورا دیده می‌شود.
عامل این بیماری نوعی فیتوپلاسما با نام علمی Candidatus Phytoplasma aurantifolia می‌باشد.

## در ایران
جاروئك یكی از مهمترین بیماری‌های لیموترش است كه تاكنون موجب نابودی تعداد زیادی از درخت‌های لیموترش در استان‌های هرمزگان، سیستان و بلوچستان، كرمان و فارس شده است.

## علل
شکل یا عادت مشخص درخت تا حدی محصول اکسین ها است، هورمون هایی که رشد راس های ثانویه را کنترل می کنند. رشد یک شاخه توسط اکسین محدود می شود، در حالی که رشد شاخه والد محدود نمی شود. در موارد جاروئک سلسله مراتب طبیعی جوانه ها قطع می شود و راس ها به طور بی رویه رشد می کنند. این می تواند توسط سیتوکینین، یک فیتوهورمون که با تنظیم رشد تداخل دارد، ایجاد شود. این پدیده همچنین می تواند توسط موجودات دیگر از جمله قارچ ها، اوومیست ها، حشرات، کنه ها، نماتدها، فیتوپلاسماها و ویروس ها ایجاد شود.رشد جاروئک ممکن است برای سال های زیادی ادامه داشته باشد، معمولاً برای زندگی گیاه میزبان.  اگر شاخه های جادوئک به پایه های معمولی پیوند زده شوند، درختان عجیب و غریب به وجود می آیند که نشان می دهد ارگانیسم مهاجم الگوی رشد موروثی شاخه ها را تغییر داده است.

## نقش اکولوژیکی
جادوئک محل لانه سازی پرندگان و پستانداران مانند سنجاب پرنده شمالی است که در آنها لانه می کند.